# محمد أمين عوامري
محمد أمين عوامري مواليد 19 فبراير 1983 في الجزائر، هو لاعب كرة قدم جزائري. يلعب كمدافع.

## المسيرة الاحترافية

### أندية لعب لها
- أولمبي العناصر
- رائد القبة
- اتحاد الجزائر
- أولمبي الشلف
- مولودية وهران (كرة القدم)

## روابط خارجية
- محمد أمين عوامري على موقع قاعدة بيانات كرة القدم.إي يو (الإنجليزية)
- محمد أمين عوامري على موقع Soccerway.com (الإنجليزية)